# Pranab Mukherjee
Pranab Kumar Mukherjee (Mirati, 11 dicembre 1935 – Nuova Delhi, 31 agosto 2020) è stato un politico indiano, dal 2012 al 2017 presidente dell'India.

## Biografia
Dopo una breve carriera accademica fu eletto al Rajya Sabha (camera alta del Parlamento indiano) nel 1969 e nel 1973 venne nominato viceministro dello Sviluppo Economico.
Dal 1982 al 1986 fu Ministro delle finanze, dal 2004 al 2006 ministro della Difesa e dal 2006 al 2009 ministro degli Esteri.
Il 10 agosto 2020 annunciò di essere positivo al Covid-19, prima di sottoporsi ad un'operazione chirurgica per la rimozione di un coagulo di sangue nel cervello, a seguito di una caduta, presso l'Army Hospital Research And Referral di Nuova Delhi. Il 13 agosto, dopo un peggioramento delle condizioni di salute, entrò in coma profondo, sviluppando quindi una infezione ai polmoni. 
Mukherjee è morto il 31 agosto, senza più essersi ripreso, a 84 anni. Il corpo è stato portato in un furgone al crematorio a causa delle restrizioni della pandemia nel paese. Le sue ceneri furono immerse nel fiume Gange ad Haridwar.

## Vita privata
Pranab Mukherjee sposò il 13 luglio 1957 Suvra Mukherjee, originaria nell'attuale Bangladesh e trasferitasi a Calcutta quando aveva 10 anni. La coppia ebbe due figli e una figlia. Suvra è morta il 18 agosto 2015, all'età di 74 anni, per insufficienza cardiaca. Il figlio maggiore, Abhijit Mukherjee, è stato un deputato del Congresso di Jangipur, nel Bengala occidentale, fino al 2019. Fu eletto in un'elezione suppletiva dopo che suo padre lasciò il seggio.
Mukherjee è stato ispirato da Deng Xiaoping e lo ha citato abbastanza frequentemente. I suoi hobby erano la lettura, il giardinaggio e la musica. 
Sua figlia Sharmistha Mukherjee è una ballerina Kathak e politica del Congresso Nazionale Indiano.